# Terreurs nocturnes (Doctor Who)
Terreurs nocturnes (Night Terrors) est le neuvième épisode de la sixième saison de la deuxième série de la série télévisée britannique de science-fiction Doctor Who, diffusé sur BBC One le 3 septembre 2011. Il s'agit du deuxième épisode de la seconde demi-saison 2011 de la série.

## Accroche
Le Docteur reçoit un signal de détresse de l'endroit le plus effrayant de l'Univers : une chambre d'enfant. Chaque nuit, George ne dort pas, terrorisé par toutes les peurs imaginables. Des jouets démoniaques vivent dans le placard de sa chambre à coucher. Son père est aux abois, George a besoin d'un Docteur. Heureusement pour George, le Docteur fera une visite à domicile. Mais apaiser les craintes de cet enfant ne sera pas facile, parce que les monstres du placard de George sont réels...

## Distribution
- Matt Smith : Onzième Docteur
- Karen Gillan : Amy Pond
- Arthur Darvill : Rory Williams
- Daniel Mays : Alex
- Andrew Tiernan : Purcell
- Jamie Oram : George
- Emma Cunniffe : Claire
- Leila Hoffman : Mrs Rossiter
- Sophie Cosson : Julie

## Résumé

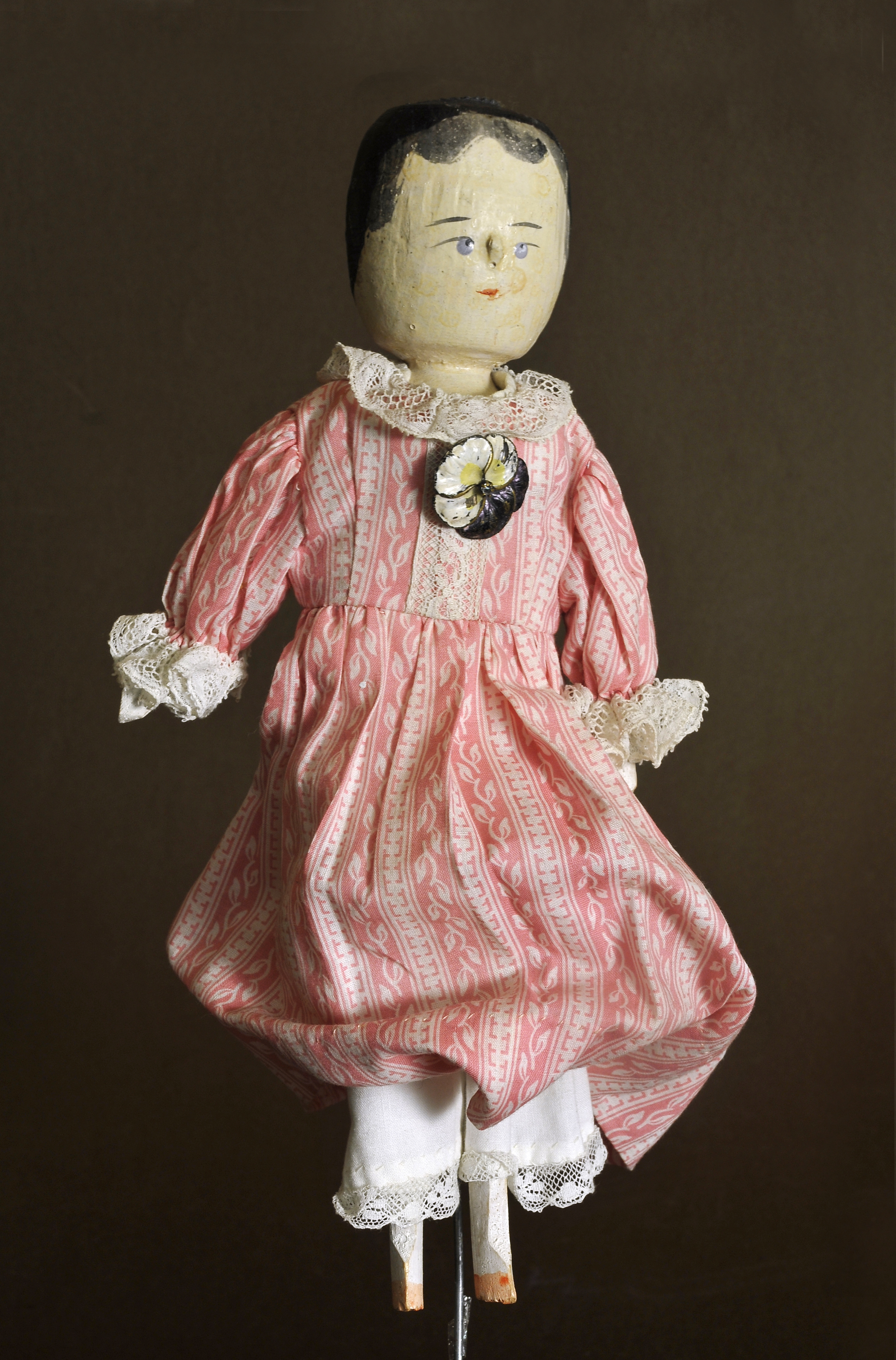
Les poupées grandeur nature de "Terreurs nocturnes" sont inspirées des poupées de bois articulées fabriquées à Val Gardena.

Le papier psychique du Docteur reçoit un message de George, un enfant de 8 ans terrifié qui vit dans une grand barre d'immeuble de la Terre contemporaine, demandant son aide pour l'aider à le débarrasser des monstres de sa chambre. À leur arrivée, le Docteur, Amy et Rory se séparent pour essayer de trouver où est l'enfant. Le Docteur, se faisant passer pour un employé des services sociaux, trouve le bon appartement, et rencontre le père de George, Alex, tandis que sa mère Claire travaille de nuit. En parcourant l'album de famille d'Alex, le Docteur apprend que George a eu peur toute sa vie, craignant beaucoup des bruits et des gens autour de l'appartement, et a été convaincu pour le rassurer par sa maman Claire de croire que toutes ses peurs sont enfermées dans son armoire à vêtements.
Pendant ce temps, Amy et Rory, en prenant l'ascenseur, se retrouvent soudainement dans ce qui apparaît être un manoir du XVIIIe siècle, mais découvrent rapidement que tous les accessoires en sont des maquettes de bois. Ils y aperçoivent d'autres habitants de l'immeuble, mais ils sont capturés par des poupées grandeur nature qui les transforment en d'autres poupées. Amy et Rory essaient de s'échapper, mais Amy est capturée et devient elle-même une poupée, se joignant aux autres pour poursuivre Rory.
Le Docteur, suspectant que l'armoire contient tout le mal que George craint, l'ouvre pour découvrir que son contenu consiste simplement en des vêtements et des jouets, y compris une maison de poupée. Le Docteur se souvient soudainement de l'album de photos d'Alex et que Claire n'a jamais été enceinte de George, et déduit que George est un enfant Tenza, un extra-terrestre empathique qui a pris la forme de l'enfant que désiraient Claire et Alex grâce à un filtre à perception, et qu'il a la capacité de littéralement enfermer ses peurs dans l'armoire. George commence à paniquer après cette révélation, et le Docteur et Alex sont entraînés dans l'armoire, rejoignant Rory dans la maison de poupée. Alors que les poupées fondent sur eux trois, le Docteur appelle George à affronter ses peurs ; George parvient à ouvrir l'armoire et apparaît dans la maison de poupée, mais les poupées font volte-face pour le menacer. Le Docteur comprend que George a encore peur qu'Alex et Claire ne prévoient de le rejeter, ayant mal compris leur conversation plus tôt cette nuit-là ; Alex s'élance parmi les poupées pour prendre dans ses bras George qui est son fils. Tout le monde se retrouve de retour à l'immeuble, de retour à la normale. Claire rentre le lendemain matin et trouve que George n'a plus peur tandis qu'Alex et le Docteur préparent le petit déjeuner. Après avoir reçu leurs remerciements, le Docteur rejoint ses compagnons pour partir vers sa prochaine aventure.

## Continuité
- Le Docteur récite trois contes pour enfants qui sont un mélange de vrais contes et de références à ses aventures. "Snow White and the Seven Keys to Doomsday" (Blanche Neige et les 7 clés de l'Apocalypse) est un mélange de Blanche-Neige et d'une pièce de théâtre dérivée de la série et nommée "Les 7 clés de l'Apocalypse." "The Three Little Sontarans" (Les trois petits Sontariens) mêle Les Trois Petits Cochons et les Sontariens et "The Emperor Dalek's New Clothes" change l'empereur du conte des habits neufs de l'Empereur par l'Empereur Dalek.
- Tandis que le Docteur hésite à ouvrir ou non l'armoire de George, l'une des raisons qu'il évoque dans l'optique de ne pas l'ouvrir est qu'il pourrait y avoir à l'intérieur "un être diabolique et puissant" en référence à l'épisode Londres 2012 où il y a également une créature malfaisante à l'intérieur du placard de la petite fille.
- Après avoir été piégé dans l'armoire, Alex s'étonne que ce soit "Plus grand à l'intérieur." Il s'agit évidemment d'une référence à la remarque faite par certains visiteurs du TARDIS.
- On retrouve une nouvelle fois l'idée que si le tournevis sonique ne marche pas sur le bois, c'est à cause d'une flemmardise du Docteur qui ne l'a pas upgradé.
- Rory fait lui-même la remarque lors de l'atterrissage de l'ascenseur : "nous sommes morts... encore une fois." En effet, une des critiques récurrente des fans est la prédisposition de Rory à mourir dans les épisodes, que ce soit dans Le Seigneur des Rêves, La Marque noire ou L'Âme du TARDIS sans oublier sa disparition de la réalité entre les épisodes La Révolte des intra-terrestres, deuxième partie et La Pandorica s'ouvre, première partie
- À la fin de l'épisode, le Docteur observe à nouveau les informations sur sa propre mort collectées auprès du Teselecta dans l'épisode : Allons tuer Hitler

## Production
- L'idée de cet épisode est venue lorsque Mark Gatiss s'est aperçu que la peur enfantine des poupées n'avait jamais été utilisée dans Doctor Who. Il s'est ainsi amusé à recréer à taille humaine des poupées en bois italiennes.
- À l'origine cet épisode devait se situer à la place de "La Marque noire" mais les scénaristes ont estimé que la thématique du "petit enfant effrayé" était trop proche de l'épisode précédent. Ainsi, un passage où l'on voyait le visage de la femme à l’œil masqué apparaître a été supprimé du script.
- Cet épisode avait pour titre de travail "What Are Little Boys Made Of?" c'est-à-dire littéralement "De quoi sont faits les petits garçons ?"

## Liens
- (en) Terreurs nocturnes sur l’Internet Movie Database
- "Night Terrors" ‘‘Monsters are real’’ – Le Docteur critique de l'épisode sur Le Village